# Heinrich Goussen
Heinrich Goussen (* 2. November 1863 in Eschweiler; † 18. April 1927 in Bonn) war ein deutscher Orientalist und Liturgiewissenschaftler.

## Leben
Er studierte von 1883 bis 1887 in Bonn Philosophie, katholische Theologie und Orientalistik. 1888 wurde er in Köln zum Priester geweiht und bis zu seinem Tod in verschiedenen Funktionen der Seelsorge (davon 1895 bis 1918 als Militärseelsorger in Straßburg, Aachen und Düsseldorf) eingesetzt. Für sein Spezialgebiet der Erforschung der Ostkirchen lernte er neben Griechisch und Russisch diverse orientalische Sprachen an den Universitäten Bonn und Berlin. 1897 promovierte er in Freiburg im Breisgau zum Dr. theol. mit einer Arbeit über die koptisch-sahidische Offenbarung des Johannes. Von 1921 bis 1927 lehrte er als „Ordentlicher Honorarprofessor“ für orientalisches Kirchenwesen und orientalische Sprachen an der Katholisch-Theologische Fakultät sowie am Orientalischen Seminar der Universität Bonn. Sein wichtigster  Schüler wurde Grigol Peradse. Goussens Grab befindet sich auf dem Nordfriedhof (Bonn).
Goussen hinterließ eine bedeutende orientalistische Privatbibliothek, heute in der Universitäts- und Landesbibliothek Bonn.